# Spätzle

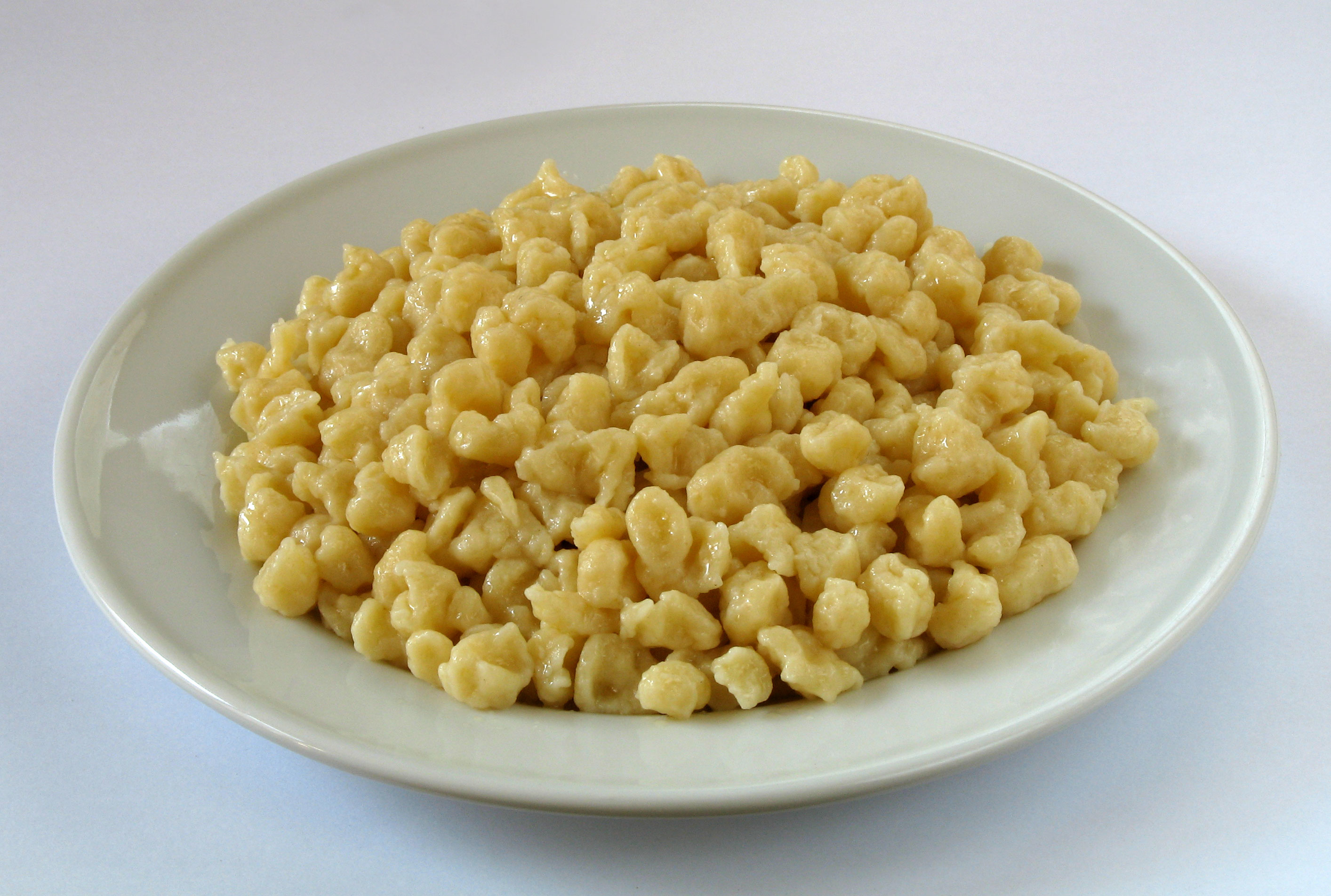
spätzle làm ở nhà kiểu knöpfle

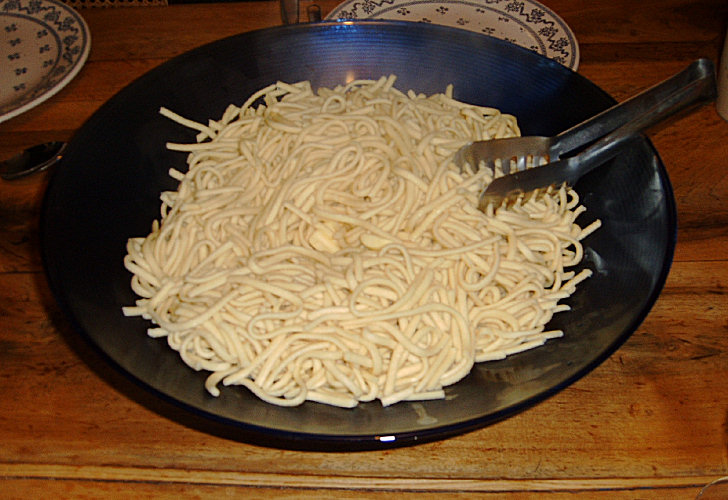
spätzle mỏng thương mại

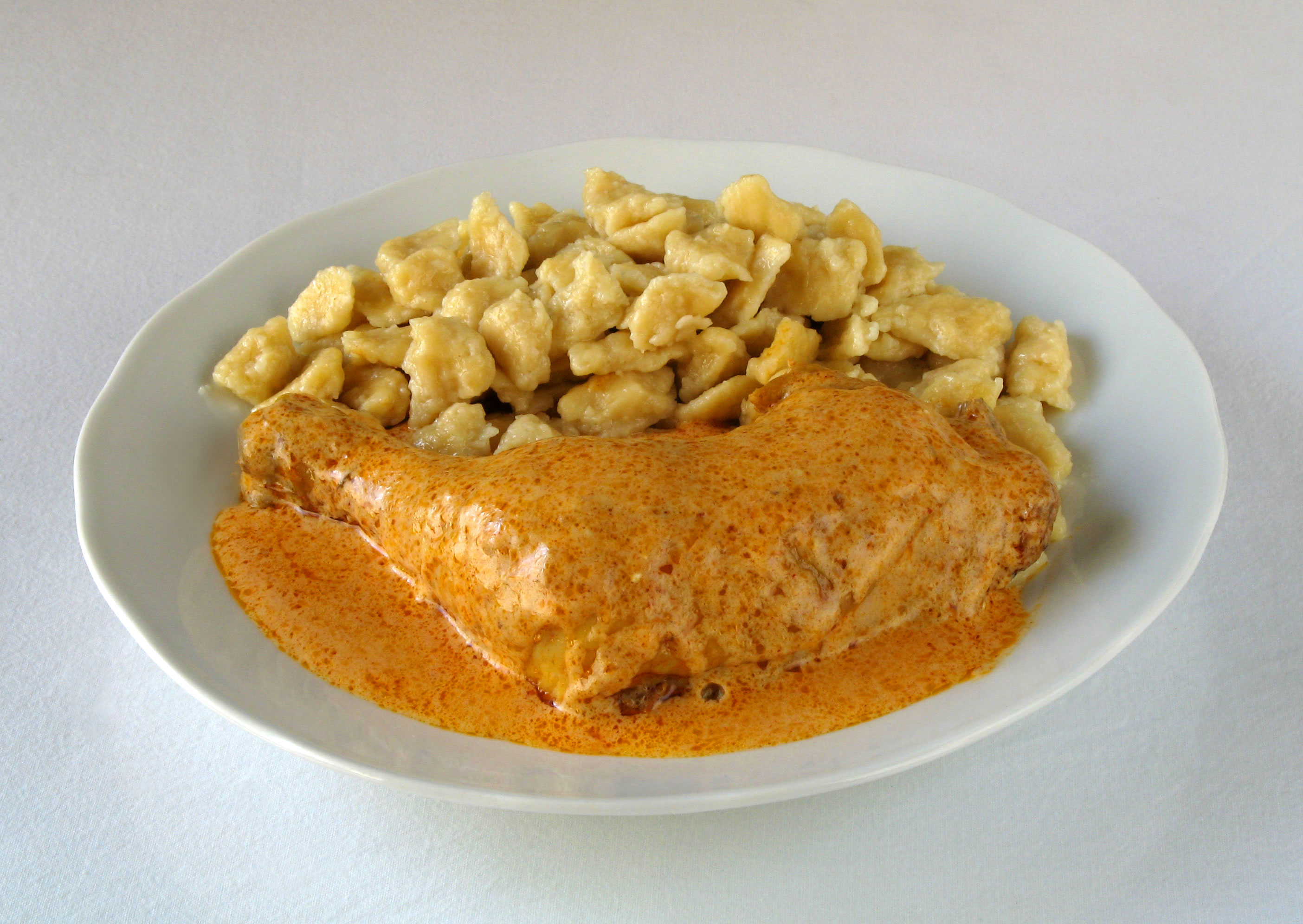
Thịt gà sốt ớt tây Hungary với nokedli

Spätzle [ˈʃpɛtslə] ⓘ (tiếng Schwäbisch số nhiều của Spatz nhỏ, như vậy nghĩa đen: các con chim sẻ nhỏ), hay Spätzli hoặc Chnöpfli ở Thụy Sĩ Knöpfle hay tiếng Hungary Nokedli, Csipetke hay Galuska) là một mì trứng mềm được dùng trong thực phẩm ở Nam Đức và Áo, Thụy Sĩ, Hungary, Alsace, Moselle và Nam Tyrol.